# 大叶冬青
大叶冬青（学名：Ilex latifolia）为冬青科冬青属的植物。分布于中国大陆的广西、云南、江西、福建、河南、安徽、江苏、湖北、浙江等地，生长于海拔250米至1,500米的地区，常生长在灌丛中、山坡常绿阔叶林中和竹林中，目前已由人工引种栽培。
苦丁茶中的“大叶苦丁茶”即是以大叶冬青叶片加工而成。

## 别名
大苦酊（《安徽植物志》），宽叶冬青（《云南植物志》），波罗树（《河南植物志》）

## 参考文献

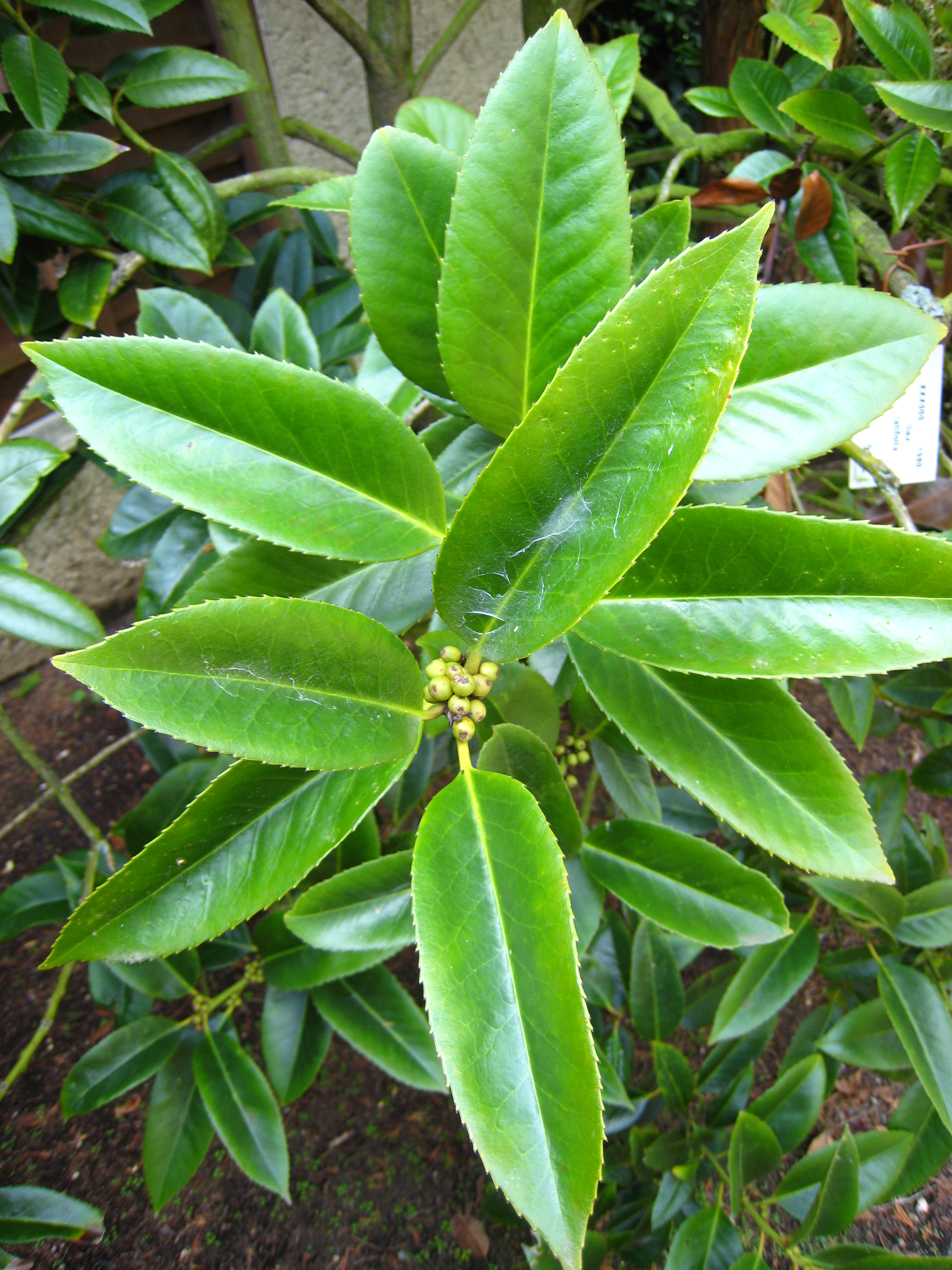